# Hostile Ambient Takeover
Hostile Ambient Takeover è il quattordicesimo album del gruppo musicale statunitense Melvins, pubblicato nel 2002 dalla Ipecac Recordings. Il pezzo Black Stooges viene indicato come traccia 1, mentre in realtà è la seconda traccia. Anche in questo album i Melvins esprimono il suono che li contraddistingue, etichettato come sludge metal, genere che miscela l'hardcore al grunge, il metal al rock più classico.

## Formazione

### Gruppo
- King Buzzo - voce, chitarra
- Kevin Rutmanis - basso
- Dale Crover - batteria, voce, tastiere

### Altri musicisti
- David Scott Stone - thunder sheet, electric wire
- Toshi Kasai - tastiere
- Adam Jones - Virus

## Tracce
1. Untitled (Crover) – 0:31
2. Black Stooges (Osborne/Crover) – 5:58
3. Dr. Geek (Osborne) – 2:35
4. Little Judas Chongo (Osborne) – 2:03
5. The Fool, The Meddling Idiot (Osborne) – 7:49
6. The Brain Center At Whipples (Osborne) – 3:50
7. Foaming (Osborne/Rutmanis) – 7:47
8. The Anti-Vermin Seed (Osborne) – 15:51